# Nora's Hair Salon
Nora's Hair Salon é um filme do gênero comédia-dramática de 2004, escrito por Chanel Capra e Jean-Claude La Marre, e dirigido por Jerry LaMothe. Este tem como elenco Jenifer Lewis, Tamala Jones, e Tatyana Ali.

## Enredo
Nora Harper (Jenifer Lewis) é um Afro-americana empresária, que é dono de um salão de cabeleireiro em Los Angeles, Califórnia. Ela mantém uma vigilância sobre seus funcionários, amigos, parentes e clientes regulares.Lilleana (Tatyana Ali) é uma nova funcionária da República Dominicana, e ela também está em um relacionamento abusivo , Bennie (Bobby Brown). Chloe (Tamala Jones) é uma estilista de cabelo que tem aspirações de uma carreira no show business. Ming (Lucille Soong) faz manicures e tem problemas com seu temperamento, e adora oferecer suas opiniões. Devin (Jean-Claude Lamarre) é  homem um bissexual que é incerto sobre seu relacionamento com Delicious (Donn Swaby). Mais tarde no filme, Nora tem um ataque cardíaco.Seus amigos do salão de esperança para a sua recuperação, mas ela morre pouco antes do final do filme. No final, o salão de beleza permanece aberto, vendendo produtos de Nora.

## Elenco
- Jenifer Lewis — Nora Harper
- Tamala Jones — Chloe ("Clo")
- Tatyana Ali — Lilleana
- Jean-Claude La Marre — Devin
- Bobby Brown — Benny
- Lucille Soong — Ming
- Christine Carlo — Xenobia
- Donn Swaby — Delicious
- Lil' Kim — Herself
- Kristian Bernard
- Brandi Burnside
- Kianya Haynes
- Johan Jean
- Claudia Jordan
- Jerry LaMothe
- Cheyenne Maxey — menina Scout
- Libby Millhouse
- Whitney Houston — Herself
- Jonathan McDaniel — Leronne

## Sequencia
Nora's Hair Salon teve uma sequencia colocando Lilleana como o personagem principal foi lançado com o titulo de Nora's Hair Salon 2: A Cut Above, estrelado por Tatyana Ali, Bobby Brown e Mekhi Phifer . O filme é mais leve em tom e conteúdo, uma vez que é classificado como PG-13. O criador da série e co-estrela Jean Claude-Lamarre como Devin, que se tornou um ministro e é agora em linha reta, para desespero de sua ex Delicious.
A terceira sequencia foi lançado em 2011, intitulada de Nora Hair Salon 3: The Cutting Edge. No entanto, nenhuma das estrelas do elenco original esta nele. Desta vez, Delicious é o personagem principal e novo proprietário do salão de beleza.